# Епархия Амбатундразаки
 Епархия Амбатундразаки (лат. Dioecesis Ambatondrazakaënsis) — епархия Римско-Католической церкви с центром в городе Амбатундразака, Мадагаскар. Епархия Амбатундразаки входит в митрополию Туамасины.

## История
21 мая 1959 года Римский папа Иоанн XXIII выпустил буллу Sublimis atque fecunda, которой учредил епархию Амбатундразаки, выделив её из архиепархии Диего-Суарес-и-Танариве (сегодня — Архиепархия Анцирананы и Архиепархия Антананариву). В этот же день епархия Амбатундразаки вошла в митрополию Антананариву.
13 мая 2006 года епархия Амбатундразаки передала часть своей территории для возведения новой епархии Мураманги.
26 февраля 2010 года епархия Амбатундразаки вошла в митрополию Туамасины.

## Ординарии епархии
- епископ Франческо Волларо (19 декабря 1959 — 6 марта 1993);
- епископ Антонио Скопеллити (6 марта 1993 — 11 апреля 2015);
- епископ Жан де Дьё Раоэлисон (11 апреля 2015 — 5 июня 2023 — назначен архиепископом Антананариву).